# Puig Cabirol
El Puig Cabirol és una muntanya de 640 metres que es troba al municipi del Montmell, a la comarca catalana del Baix Penedès.